# Volleyboll vid olympiska sommarspelen 1984
De olympiska turneringarna 1984 i volleyboll avgjordes mellan den 29 juli och 11 augusti 1984 i Los Angeles.

## Medaljtabell
| Pl. | Nation    | Guld | Silver | Brons | Totalt |
| --- | --------- | ---- | ------ | ----- | ------ |
| 1   | USA       | 1    | 1      | 0     | 2      |
| 2   | Kina      | 1    | 0      | 0     | 1      |
| 3   | Brasilien | 0    | 1      | 0     | 1      |
| 4   | Italien   | 0    | 0      | 1     | 1      |
| 4   | Japan     | 0    | 0      | 1     | 1      |

## Medaljsammanfattning
| Gren                        | Guld | Silver | Brons |
| Volleyboll, damer detaljer  | Kina Hou Yuzhu Jiang Ying Lang Ping Li Yanjun Liang Yan Su Huijuan Yang Xiaojun Yang Xilan Zhang Rongfang Zheng Meizhu Zhou Xiaolan Zhu Ling                                | USA Jeanne Beauprey Carolyn Becker Linda Chisholm Rita Crockett Laurie Flachmeier Debbie Green Flo Hyman Rose Magers Kimberly Ruddins Julie Vollertsen Paula Weishoff Susan Woodstra | Japan Yumi Maruyama Norie Hiro Miyoko Hirose Kyoko Ishida Yoko Kagabu Yuko Mitsuya Keiko Miyajima Kimie Morita Kumi Nakada Emiko Odaka Sachiko Otani Kayoko Sugiyama                                            |
| Volleyboll, herrar detaljer | USA Douglas Dvorak David Saunders Steven Salmons Paul Sunderland Rich Duwelius Steve Timmons Craig Buck Marc Waldie Chris Marlowe Aldis Berzins Patrick Powers Karch Kiraly | Brasilien Amauri Ribeiro Antônio Carlos Gueiros Ribeiro Bernard Rajzman Bernardo Rocha de Rezende Domingos Lampariello Neto Fernando Roscio de Ávila Marcus Vinícius Simões Freire José Montanaro Junior Renan Dal Zotto Rui Campos do Nascimento William Carvalho da Silva Mário Xandó de Oliveira Neto | Italien Franco Bertoli Francesco Dall'Olio Giancarlo Dametto Guido De Luigi Giovanni Errichiello Giovanni Lanfranco Andrea Lucchetta Pier Paolo Lucchetta Marco Negri Piero Rebaudengo Paolo Vecchi Fabio Vullo |